# Ayuntamiento de Tours
El ayuntamiento de Tours (en francés: Hôtel de Ville de Tours) es la sede del ayuntamiento de la localidad francesa de Tours, situada en el departamento de Indre y Loira, del cual es la prefectura, de la región de Centro-Valle de Loira. El edificio, profusamente ornamentado tanto por dentro como por fuera, fue diseñado por el arquitecto nativo de Tours, Victor Laloux, y terminado en 1904. En 1975 el Gobierno francés lo designó monumento histórico.

## Historia
El antiguo ayuntamiento de Tours era un edificio neoclásico de cuatro plantas situado en la plaza Anatole-France y la calle Nationale, uno de los edificios gemelos que se alzaban en el puente de piedra de la ciudad, el Pont Wilson. Funcionó como ayuntamiento desde 1786 hasta 1904.
El antiguo edificio del ayuntamiento se convirtió en la sede de la biblioteca municipal de Tours.  El 19 de junio de 1940, unos días antes de la caída de París, un gran incendio provocado por la artillería alemana procedente del otro lado del Loira quemó el antiguo edificio hasta sus cimientos, junto con gran parte de las colecciones históricas de la ciudad. La estructura restante fue demolida el siguiente noviembre, dejando sólo un único dintel, con la inscripción «Hôtel de ville» tallada en un lado y «Bibliothèque» en el otro.
A finales del siglo XIX, el ayuntamiento decidió encargar un edificio más grande. La construcción del nuevo edificio comenzó en 1896. Fue diseñado por Victor Laloux en estilo neorenacentista, construido en piedra sillar y terminado en 1904.
En 1975, el Gobierno francés lo designó como monumento histórico.

## Características

### Exterior
La estructura principal, orientada hacia el pequeño espacio verde semicircular de la plaza Jean-Jaurès, fue diseñada por Victor Laloux, quien era oriundo de la ciudad y profesor de renombre afincado en París, también diseñó la Basílica de San Martín de la ciudad de Tours, que se inició en 1886 y se terminó en 1925; así como el edificio de pasajeros de la estación de Tours, terminado entre 1896 y 1898.
La fachada del ayuntamiento tiene 68,6 metros de largo y tiene similitudes estilísticas con el Palazzo della Gran Guardia en Verona (Italia) y el Palazzo Vidoni-Caffarilli en Roma, construido en el siglo XVI.  Un crítico señaló que los detalles clásicos eran más grandes y estaban ubicados de manera más visible, en relación con el trabajo de otros maestros franceses modernos (1910), con resultados que reflejaban la individualidad del arquitecto. «El cuidado de la masa ornamental se ha mantenido siempre por encima de la delicada talla, dando como resultado una extraordinaria brillantez de la decoración clásica».

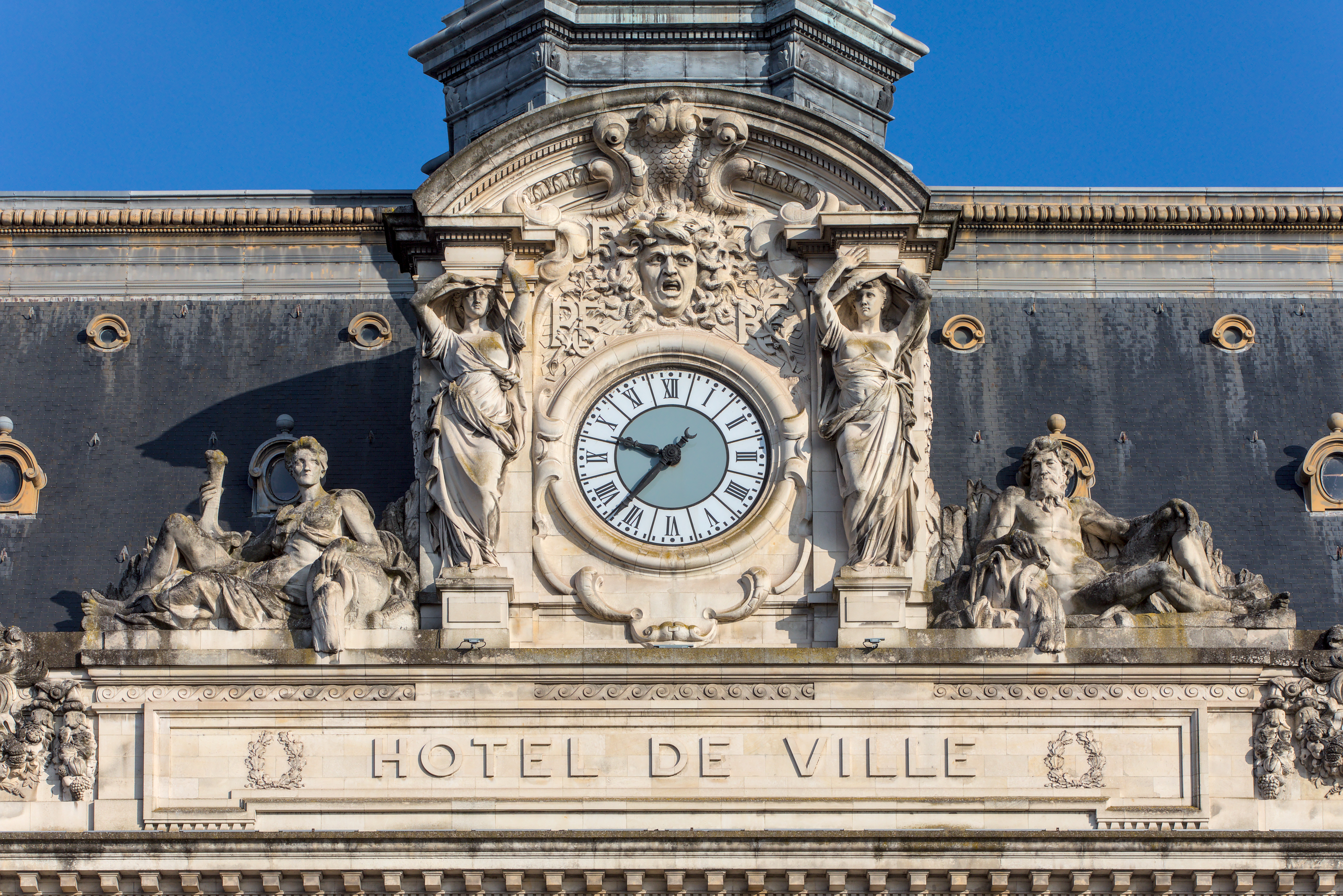
Detalle del reloj flanqueado por dos cariátides que representan el día y la noche

Junto con dos grandes crestas talladas, la escultura figurativa forma una banda visual horizontal en la base del techo, obra de un equipo de escultores. Las dos cariátides que flanquean el reloj representan el día y la noche, esculpidas por Emile Joseph Nestor Carlier (1849-1927).  En la base del campanario se encuentran dos figuras masculinas descansando que representan los ríos Loira y Cher, obra de Jean-Antoine Injalbert. Cuatro hermas sostienen el balcón central, esculpido por François-Léon Sicard. Los dos pabellones laterales albergan cada uno dos figuras alegóricas más en las partes superiores inclinadas de los frontones abiertos que representan, Educación y Vigilancia, de Alphonse-Amédée Cordonnier, y Fuerza y Gloria, de Jean-Baptiste Hugues.
Gran parte de las pequeñas tallas que se encuentran aquí, al igual que en la estación de tren de Tours, proceden de los estudios decorativos de Henri Varenne, colaborador frecuente de Laloux y compañero de Tourangeau.

### Interior

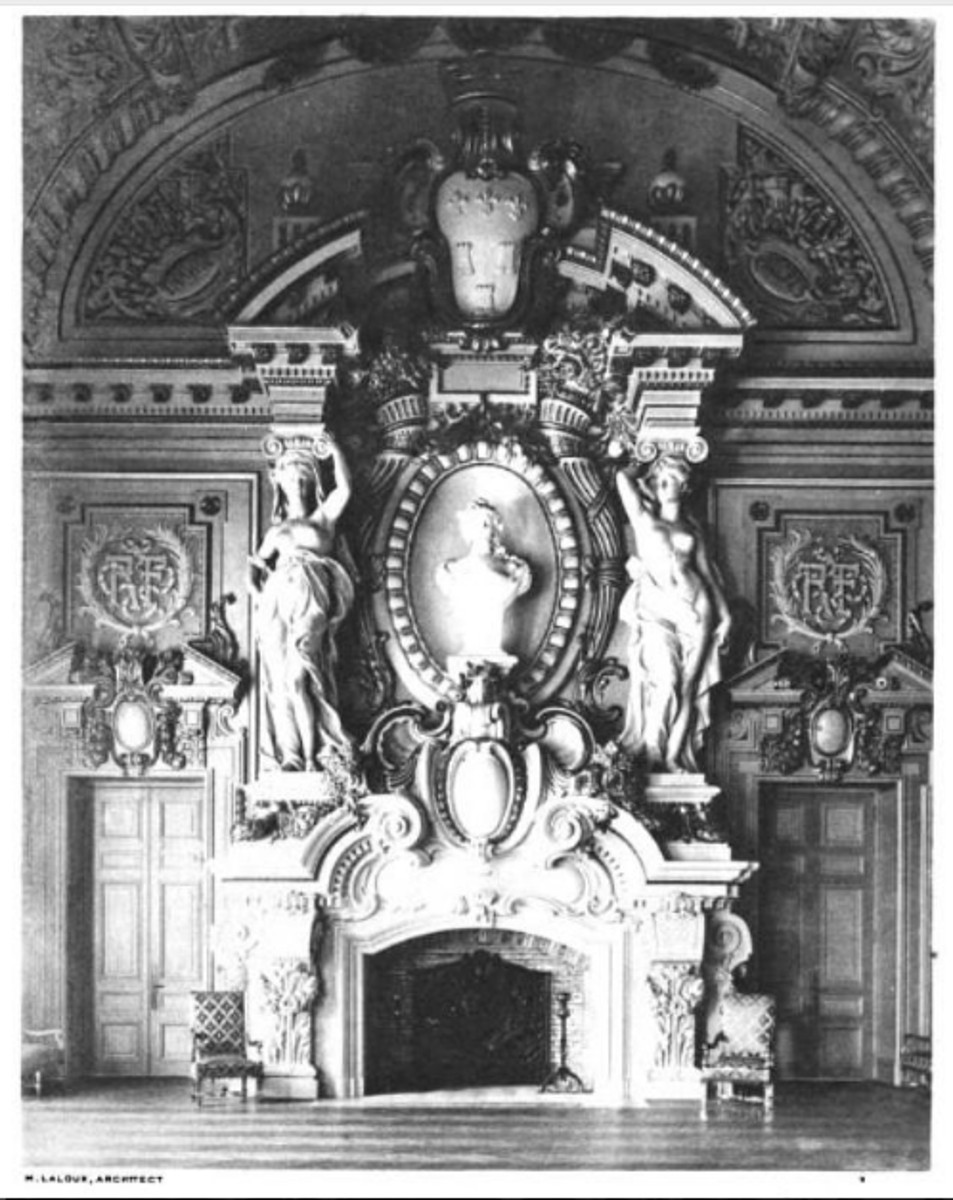
Chimenea con dos cariátides

El edificio alberga grandes salas de reuniones y salones en la planta baja, para ceremonias de matrimonio civil francés y reuniones del ayuntamiento, y están tan profusamente decorados como el exterior. El salón de fiestas (La Salle des Fêtes) presenta otras obras escultóricas de Injalbert, una figura de la República y una figura acompañante de La Touraine de Loiseau-Bailly.  Las dos cariátides de la repisa de la chimenea se atribuyen a Henri Varenne.
La sala del consejo municipal está decorada con un tríptico que muestra tres episodios de la vida de Juana de Arco, obra Jean-Paul Laurens (1901-1903).